# Tournez manège !
Tournez manège ! est un jeu télévisé matrimonial français adapté de l'émission américaine d'origine créée en 1965 The Dating Game, diffusé quotidiennement à midi sur la chaîne nationale française publique  TF1 puis privatisée en 1987, entre le 9 septembre 1985 et le 4 juillet 1993, principalement présenté par Évelyne Leclercq, Simone Garnier et Fabienne Égal.
Du 28 septembre 2009 au 29 janvier 2010 puis du 25 octobre 2010 au 17 décembre 2010, l'émission revient en quotidienne après seize ans d'absence, sur TF1 à 18 h 25 avec Sébastien Cauet comme présentateur.

## Historique
La première version de Tournez manège ! est inspirée du format américain The Dating Game, créé par Chuck Barris diffusé du 20 décembre 1965 sur ABC au mois de septembre 1999 en syndication.
Jacques Antoine, le créateur de jeux à succès comme La Tête et les jambes, La Chasse aux trésors ou Fort Boyard s'en est inspiré, en mélangeant divers jeux de couples déjà existant (y compris les siens), afin de tuer la concurrence d'avance. Pour les versions suivantes, le format sera acheté auprès de Sony Pictures Television Production France.

## Première version (1985-1993)
L'émission était divisée en trois parties dont la plus populaire était Le Jeu des célibataires.
- 1re partie : Les refrains à la une : les candidats devaient reconnaître des chansons interprétées à l'orgue électronique par Charly Oleg, sous l'arbitrage d'Évelyne Leclercq. Dans les premiers mois, cette séquence ne passait pas le lundi où elle laissait place à un jeu basée sur des couvertures de magazine (Télé Poche sauf erreur, magazine qui d'ailleurs était à cette époque sponsor de l'émission). Ce jeu de couverture de magazine a été la première séquence à disparaitre de l'émission. Par la suite, Les refrains à la une sont programmés toute la semaine mais ont fini par disparaître dans la toute dernière formule de cette époque de l'émission
- 2e partie : Voyages tous risques jeu dans lequel des célibataires qui se sont choisis la veille, racontent leur rendez-vous galant à Simone Garnier[3](avec un voyage pour le couple gagnant).
- 3e partie : Jeu des célibataires plus tard appelé "Choisissez moi" animé par Fabienne Égal.

Dans les trois premières années étaient présents le Duo sur catalogue de José Sacré, dans lequel  les couples participants le mari et l'épouse devaient choisir des articles communs sur des pages de catalogues pour les gagner. Un autre, proposé par Jean Amadou, ou des couples des célébrités racontaient leur petits secrets et hommes et femmes tentaient de donner des réponses communes aux questions posées. En 1988, ce jeu a  un temps laissé place à un autre jeu, un peu dans le même esprit que le précédent mais sans célébrités, toujours animé par Jean Amadou, auxquels participaient trois couples de candidats dans lequel le mari et l'épouse devaient répondre de façon identique à des questions sur leurs vies, un peu à la manière des Mariés de l'A2. Mais ces séquences ont été retirées, afin de raccourcir l'émission pour faire de la place au Juste Prix programmé à 12 h 30 à partir du 11 juillet 1988.
Le Jeu des célibataires n'avait lieu qu'en fin d'émission (au début, il avait lieu juste avant la séquence de Jean Amadou). Trois hommes et deux femmes célibataires (ou l'inverse) installés dans le manège, séparés par des cloisons, sans possibilité de se voir devaient se poser mutuellement des questions afin de cerner la personnalité des autres candidats et déterminer celui qui aurait sa préférence. À la fin du jeu, il ne devait rester qu'un couple qui se découvrait enfin lorsque Fabienne Égal ouvrait la porte du manège qui les séparait, donnant lieu parfois à des réactions assez inattendues.
Ensuite le couple revenait une semaine après pour tenter de gagner le voyage dans le jeu des questions de Simone Garnier. Pendant une semaine, les couples rencontrés dans Le Jeu des célibataires s'affrontaient dans un test (question sur la connaissance du couple, culture générale, vie de couple). Le couple qui avait le plus de points à la fin de la semaine remportait un superbe voyage.
L'émission réunissait chaque jour 4 à 6 millions de spectateurs.

## Deuxième version (2009-2010)
Cette nouvelle version se concentre uniquement sur Le Jeu des célibataires de la première version.
Le jeu, d'une durée d'environ 35 minutes, se déroule en plusieurs étapes dont trois manches principales.
Après chaque manche, le ou la candidat(e) éliminé(e) donne ses impressions ou fait ses commentaires sur le jeu (à l'image de l'ancien jeu Le Maillon faible).
La deuxième version est arrêtée définitivement le vendredi 17 décembre 2010.

### Présentation des candidats
Le manège tourne, faisant ainsi apparaître les candidats. Les femmes sont à gauche et les hommes sont à droite. Il y a tantôt deux femmes et trois hommes, tantôt trois femmes et deux hommes, mais toujours séparés par un mur, que seul l'animateur peut franchir tout au long de l'émission.
Deux petits magnétophones, visibles uniquement par les téléspectateurs présentent les filles puis les garçons. La voix hors-champ (Céline Monsarrat) décrit brièvement leur condition, leur situation amoureuse et professionnelle ainsi que leurs attentes, sur fond d'un portrait physique animé.

### 1remanche
- Les candidats de la catégorie majoritaire (les trois garçons ou les trois filles), posent chacun à tour de rôle une question à chaque candidat(e) de la catégorie minoritaire. Ainsi, ces deux derniers ont chacun répondu à une question de chaque candidat de la catégorie majoritaire.

- À ce stade, les questions posées par les candidats de la catégorie majoritaire portent uniquement sur la vie quotidienne.

- À la fin de cette première manche, les deux candidats de la catégorie minoritaire, qui ont précédemment répondu aux questions doivent désormais "balancer" sur l'autre de manière négative après une question désagréable posée par l'animateur. Cette épreuve est appelée La question qui balance.

Ceci a pour but d'influencer davantage les candidat(e)s dans leur choix. En effet, ceux-ci doivent désormais éliminer l'un des deux candidats de la catégorie minoritaire.

### 2emanche
- Le ou la candidat(e) restant(e) de la catégorie minoritaire est en quelque sorte à présent maître du jeu. C'est à lui (ou elle) de poser des questions aux trois prétendant(e)s de la catégorie majoritaire. Celles-ci portent désormais sur la vie à deux. Avec des questions un peu plus intimes, sur le couple en général.

- Après avoir répondu aux questions, les trois candidat(e)s doivent « se vendre » au mieux en dix secondes afin de convaincre leur futur(e) prétendant(e), qui est de l'autre côté du mur, de ne pas les éliminer. Cette épreuve est appelée Ne m'élimine pas !.

### 3emanche
- Le ou la candidate restant de la catégorie minoritaire (sélectionné(e) lors de la 1re manche) pose de nouveau ses questions aux deux candidat(e)s restants de la catégorie majoritaire. Ces questions sans tabou concernent désormais la vie sexuelle du couple.

- À la fin de cette troisième manche, le ou la candidat(e) doit poser sa dernière question à ses deux prétendant(e)s. Cette question est la même pour eux deux et ils doivent y répondre à tour de rôle. Pendant que le premier répond, le second met un casque afin qu'il réponde ensuite en toute sincérité et non la même chose lorsque son tour viendra.

- À l'issue de cette ultime question, l'un(e) des deux est éliminé(e). Il ne reste alors que deux candidats, un de chaque côté du mur.

### Le rendez-vous
- Les deux candidats restants se lèvent et se placent devant la porte. Ils doivent alors dire comment ils imaginent l'autre sans l'avoir vu.

À l'ouverture de la porte, les réactions divergent et réservent parfois quelques surprises.
- Le « couple » formé bénéficie alors d'un rendez-vous privilégié dans le salon privé (filmé à la façon télé-réalité) pendant près d'une heure pour dialoguer et mieux se connaître.

Ils sont libres de prendre un verre, danser ou faire toute autre sorte d'activité. Durant le rendez-vous, un écran leur diffuse leur Love Astro, afin de déterminer leur compatibilité dans plusieurs domaines. Cela peut les conforter ou les retenir.
On notera que les téléspectateurs peuvent voir au fur et à mesure de l'avancée du rendez-vous les impressions de chacun des deux candidats.

### La révélation
- Les deux prétendants ressortent du salon et rejoignent le plateau chacun de leur côté où ils sont accueillis par Sébastien Cauet.

Le manège tourne, laissant entrevoir un nouveau plateau où sont disposées deux sphères munies de deux boutons "OUI" et "NON". En toile de fond, un grand cœur rouge dont le pourtour est formé par des ampoules blanches.
Les candidats pressent alors chacun sur le bouton de leur choix.
- Dans un premier temps, l'on découvre la révélation de l'un des deux candidats. Si les ampoules blanches s'allument de son côté, cela signifie qu'il souhaite revoir l'autre.

Ensuite, l'on découvre la révélation du deuxième candidat. Si les ampoules s'allument de son côté, alors tous deux repartent ensemble. Si du côté de l'un des deux candidats, les ampoules ne s'allument pas, ils repartent séparément mais pourront toujours en parler en coulisses.
En revanche, si le pourtour du cœur ne s'illumine d'aucun côté, alors il n'y a pratiquement plus d'espoir.
- Après la révélation, les deux candidats expliquent leur choix dans les loges, qu'il soit positif ou négatif.

### Audimat
La première émission de cette nouvelle version diffusée le 28 septembre 2009 a bien débuté en réalisant 27,7 % des parts de marché, soit 3,6 millions de téléspectateurs devant leur poste ce jour-là  mais le lendemain, le 29 septembre 2009, Tournez manège ! a perdu environ 400 000 téléspectateurs passant à 3,19 millions de téléspectateurs, représentant 26,2 % des parts de marché. Tournez manège ! semble trouver tout de même son public, le 30 septembre 2009, l'émission rassemble 3,3 millions de téléspectateurs soit 25,6 % des parts de marché et 34,3 % sur les femmes de moins de 50 ans.
 Au fur et à mesure des semaines, l'audience a sensiblement baissé (20 % de parts de marché). 

L'émission s'arrête le 29 janvier 2010 pour laisser sa place à la quotidienne de la troisième saison de La Ferme Célébrités.
Une vingtaine d'émissions incluant des spéciales a été mise en boîte en janvier 2010 mais aucune date de diffusion de ses spéciales n'a été annoncée, malgré le retour de l'émission en octobre 2010[réf. nécessaire].
Lors de son retour le 25 octobre 2010, l'émission ne réalise que 15 % de part de marché avec seulement 2,3 millions de téléspectateurs et se fait distancer ce jour-là par Questions pour un champion sur le public global. Au cours du mois de novembre, l'émission atteint péniblement les 17 %, se faisant distancer sur le public global et sur les ménagères de moins de 50 ans.

## Autour de l'émission
- Les Inconnus ont parodié cette émission dans deux de leurs sketches, Tournez ménages (avec Michèle Laroque le 19 octobre 1990 dans "la télé des Inconnus"  ) et Tournez chanson. Il existe une autre parodie avec Dany Boon.

- Dans le film d'animation Shrek, le miroir magique se transforme en animateur de l'émission Tournez manège ! afin d'aider Lord Farquaad à trouver une princesse à épouser. Les trois candidates sont Cendrillon, Blanche-Neige et la princesse Fiona.

- De nombreuses séquences cultes (Jeu des célibataires) de Tournez manège ! de la première version ont été reprises dans les bêtisiers et émissions de divertissement.
- Matthieu Laurette s'est auto-déclaré "artiste multimedia" lors son "Apparition" dans l'émission diffusée le 16 mars 1993[10]. Lorsqu'Évelyne Leclercq lui demanda ce qu'il  voulait faire plus tard il répondit "artiste", la présentatrice lui demandant des précisions: "Oui, mais Peinture ? Sculpture ?" il répondit: "Multimédia". Cette œuvre vidéo majeure des années 1990 est aujourd'hui dans les collections[11] du Musée National d'Art Moderne Centre Pompidou.